# Nogizaka Haruka no Himitsu
Nogizaka Haruka no Himitsu (乃木坂春香の秘密, のぎざかはるかのひみつ) là loạt light novel do Igarashi Yūsaku thực hiện và Shaa minh họa. Tiểu thuyết ban đầu được đăng trên tại chí Dengeki hp của MediaWorks vào ngày 18 tháng 6 năm 2004. Sau đó phát hành thành các bunkobon từ ngày 10 tháng 10 năm 2004 đến ngày 10 tháng 7 năm 2012. Cốt truyện xoay quanh hai người bạn là Ayase Yūto và Nogizaka Haruka, Yūto là một nam sinh trung học bình thường còn Haruka là một nữ sinh xinh đẹp, thông minh và giàu có được mến mộ. Cả hai vô tình gặp nhau trong thư viện và Yūto biết sở thích bí mật của Haruka là cô rất thích xem anime và manga cũng như là một otaku, Yūto hứa giữ bí mật việc này với Haruka và cả hai trở thành bạn cũng như qua thời gian và cùng vượt qua các sự kiện tình cảm bắt đầu nảy sinh giữa hai người.
Tiểu thuyết đã được chuyển thể thành các phương tiện truyền thông khác. Miyama Yasuhiro đã thực hiện chuyển thể manga của loạt tiểu thuyết và đăng trên tạp chí Dengeki Moeoh từ tháng 10 năm 2006 đến tháng 8 năm 2010. Studio Barcelona thì thực hiện hai bộ chuyển thể anime, bộ đầu tiên phát sóng từ ngày 03 tháng 7 đến ngày 25 tháng 9 năm 2008, bộ thứ hai có tựa Nogizaka Haruka no Himitsu: Purezza phát óng từ ngày 06 tháng 10 đến ngày 22 tháng 12 năm 2009, ngoài ra hãng cũng thực hiện một bộ OVA gồm 4 tập phát hành trong 4 tháng từ ngày 20 tháng 8 đến ngày 25 tháng 11 năm 2012. Hãng Vridge thì phát triển hai chuyển thể visual novel của tiểu thuyết và ASCII Media Works phát hành.

## Tổng quan

### Nhân vật

#### Chính
Ayase Yūto (綾瀬 裕人, あやせ ゆうと)
Lồng tiếng bởi: Hatano Wataru, Nabatame hitomi (lúc nhỏ)
Nogizaka Haruka (乃木坂 春香, のぎざか はるか)
Lồng tiếng bởi: Noto Mamiko
Amamiya Shiina (天宮 椎菜, あまみや しいな)
Lồng tiếng bởi: Satō Rina
Nogizaka Mika (乃木坂 美夏, のぎざか みか)
Lồng tiếng bởi: Goto Mai

#### Nhà Nogizaka
Nogizaka Gentō (乃木坂 玄冬, のぎざか げんとう)
Lồng tiếng bởi: Tachiki Fumihiko
Nogizaka Akiho (乃木坂 秋穂, のぎざか あきほ)
Lồng tiếng bởi: Hisakawa Aya
Nogizaka Ōki (乃木坂 王季, のぎざか おうき)
Lồng tiếng bởi: Naya Rokurō
Heizō・Sebastian・Sakurazaka (平蔵・セバスチャン・桜坂, へいぞう・セバスチャン・さくらざか)

#### Người giúp việc nhà Nogizaka
Sakurazaka Hazuki (桜坂 葉月, さくらざか はづき)
Lồng tiếng bởi: Shimizu Kaori
Sakurazaka Yōko (桜坂 葉子, さくらざか ようこ)
Nanashiro Nanami (七城 那波, ななしろ ななみ)
Lồng tiếng bởi: Ueda Kana
Kusumoto Minamo (楠本 水面, くすもと みなも)
Lồng tiếng bởi: Mizuhara Kaoru
Yukinohara Maria (雪野原 鞠愛, ゆきのはら まりあ)
Lồng tiếng bởi: Takamoto Megumi
Nagikawa Koayu (凪川 小鮎, なぎかわ こあゆ)
Lồng tiếng bởi: Igarashi Hiromi
Rokujō Ayame (六条 菖蒲, ろくじょう あやめ)
Lồng tiếng bởi: Moriya Satomi
Rokujō Sara (六条 沙羅, ろくじょう さら)
Lồng tiếng bởi: Ishikawa Momoko
Rokujō Juri (六条 樹里, ろくじょう じゅり)
Lồng tiếng bởi: Yahagi Sayuri
Arisutia＝Rein (アリスティア＝レイン)
Lồng tiếng bởi: Kugimiya Rie
Munakata Rio (宗像 理緒, むなかた りお)
Lồng tiếng bởi: Iguchi Yuka
Hinasaki Iwai (雛咲 祝, ひなさき いわい)
Lồng tiếng bởi: Hikasa Yōko
Adachigahara-mei(安達ヶ原 芽衣, あだちがはら めい)

#### Nhà Ayase
Ayase Ruko (綾瀬 ルコ, あやせ ルコ)
Lồng tiếng bởi: Nabatame Hitomi
Ayase Kunisada (綾瀬 国貞, あやせ くにさだ)
Ayase Ruriko (綾瀬 瑠璃子, あやせ るりこ)

#### Trong trường
Kamishiro Yukari (上代 由香里, かみしろ ゆかり)
Lồng tiếng bởi: Matsuki Miyu
Asakura Nobunaga (朝倉 信長, あさくら のぶなが)
Lồng tiếng bởi: Takagi Reiko
Nagai (永井, ながい)
Lồng tiếng bởi: Miyashita Eiji
Takenami (竹浪, たけなみ)
Lồng tiếng bởi: Yasumoto Hiroki
Ogawa (小川, おがわ)
Lồng tiếng bởi: Ōsuka Jun
Asahina Mai (朝比奈 麻衣, あさひな まい)
Lồng tiếng bởi: Toyosaki Aki
Sawamura Ryōko (澤村 良子, さわむら りょうこ)
Lồng tiếng bởi: Kitamura Eri
Sendai Keiji (千代 啓二, せんだい けいじ)
Lồng tiếng bởi: Asanuma Shintarō
Yatsusaki Setsuna (八咲 せつな, やつさき せつな)
Lồng tiếng bởi: Hanazawa Kana
Tennōji Tōka (天王寺 冬華, てんのうじ とうか)
Lồng tiếng bởi: Kugimiya Rie
Sawakita Sachiko (澤北 幸子, さわきた さちこ)
Sasaoka Shūto (佐々岡 修斗, ささおか しゅうと)
Ogasawara Takashi (小笠原 孝, おがさわら たかし)
Lồng tiếng bởi: Majima Junji
Sumitomo Miya (住友 美弥, すみとも みや)
Orikawa Tomoe (織川 巴, おりかわ ともえ)
Imperial・Guard （インペリアル・ガード）
Tanabe Shigeo (田鍋 繁夫, たなべ しげお)

#### Nhà Tennōji
Koinugawa Mudō (小犬川 無道, こいぬがわ むどう)
Lồng tiếng bởi: Kibe Kimiyoshi
Tennōji Tenzen (天王寺 天膳, てんのうじ てんぜん)
Tennōji Setsugetsuka (天王寺 雪月花, てんのうじ せつげつか)
Lồng tiếng bởi: Uchiyama Yumi

#### Trường của Mika
Tōgasaki Eri (塔ヶ崎 エリ, とうがさき エリ)
Lồng tiếng bởi: Toyosaki Aki
Hatsuse Hikaru (初瀬 光, はつせ ひかり)
Lồng tiếng bởi: Yūki Aoi
Fujinomiya Miu (藤ノ宮 美羽, ふじのみや みう)
Lồng tiếng bởi: Hidaka Rina
Ōoku Madoka (大奥 まどか, おおおく まどか)
Lồng tiếng bởi: Adachi Tomo
Futaba Jogakuin no Keibīn (双葉女学院の警備員)

#### Hãng Three Piece Productions
Himemiya Miran (姫宮 みらん, ひめみや みらん)
Lồng tiếng bởi: Nabatame Hitomi
Kayahara Yayoi (茅原 弥生, かやはら やよい)
Lồng tiếng bởi: Hikasa Yōko
Kobayakawa Nozomi (小早川 希美, こばやかわ のぞみ)
Lồng tiếng bởi: Kikuchi Kokoro
Iwaki Tsukasa (岩城 つかさ, いわき つかさ)
Nonowara Nono (野乃原 野乃, ののはら のの)

#### Quán trọ nhà Nanashiro
Nanashiro Nanase (七城 那奈瀬, ななしろ ななせ)
Lồng tiếng bởi: Sakurai Tomo
Yachiyo Hina (八千代 日菜, やちよ ひな)
Lồng tiếng bởi: Nakahara Mai

#### Nhà Amamiya
Amamiya Yoshiyuki (天宮 好幸, あまみや よしゆき)
Amamiya Yurie (天宮 百合恵, あまみや ゆりえ)
Amamiya Yūri (天宮 悠里, あまみや ゆうり)
Amamiya Kōichi (天宮 幸一, あまみや こういち)
Amamiya Mitsuba (天宮 三葉, あまみや みつば)
Amamiya Yoshio (天宮 義男, あまみや よしお)
Amamiya Nanako (天宮 菜々子, あまみや ななこ)
Shiina no sofu (椎菜の祖父)

#### Nocturne Jogakuin Lacrosse
Haruna (春琉奈, はるな)
Lồng tiếng bởi: Noto Mamiko
Miruka (美瑠夏, みるか)
Lồng tiếng bởi: Gotō Mai
Kuzuwa (樟葉, くずは)
Lồng tiếng bởi: Shimizu Kaori
Nanao (那奈緒, ななお)
Lồng tiếng bởi: Ueda Kana
Shīno (椎乃, しいの)
Lồng tiếng bởi: Satō Rina
Mizuki sensei (みずき先生)
Lồng tiếng bởi: Inoue Kikuko
Bach sensei (バッハ先生)
Emmanuel (エマヌエル)
Lồng tiếng bởi: Hatano Wataru
Yūki (裕樹, ゆうき)
Lồng tiếng bởi: Hatano Wataru
Alias (アリアス)
Lồng tiếng bởi: Kugimiya Rie

#### Khác
Asakura Mahiro (朝倉 真尋, あさくら まひろ)
Shute Sutherland (シュート・サザーランド)
Lồng tiếng bởi: Majima Junji
Connelly Sutherland (コネリー・サザーランド)
Lồng tiếng bởi: Taniguchi Takashi
Kitakaze Minami (北風 美南, きたかぜ みなみ)
Takamagahara Sayo (高天原 小夜, たかまがはら さよ)
Toyohira Misato (豊平 美郷, とよひら みさと)
Ichinose Hana (市ノ瀬 華, いちのせ はな)
Tateno Maiwa (立野 舞葉, たての まいは)
Narayama Yoshika (平城山 芳香, ならやま よしか)
Lồng tiếng bởi: Sakura Ayane
Kashiwabara Yuka (柏原 有佳, かしわばら ゆか)
Lồng tiếng bởi: Seto Asami
Yamatokoizumi Momoka (大和小泉 桃花, やまとこいずみ ももか)
Lồng tiếng bởi: Taneda Risa

#### Chỉ nhắc đến hay xuất hiện thoáng qua
Dojikko Aki-chan (ドジっ娘アキちゃん)
Lồng tiếng bởi: Matsuki Miyu
Damemmusume Megu-chan (ダメっ娘メグちゃん)
Ken-kun (ケンくん)
Princess Nao-chan (プリンセスナオちゃん)

#### Nhân vật có thật
Shaa (しゃあ)
Noto Mamiko (能登 麻美子, のと まみこ)
Lồng tiếng bởi: Noto Mamiko
Gotō Mai (後藤 麻衣, ごとう まい)
Lồng tiếng bởi: Gotō Mai
Shimizu Kaori (清水 香里, しみず かおり)
Lồng tiếng bởi: Shimizu Kaori
Ueda Kana (植田 佳奈, うえだ かな)
Lồng tiếng bởi: Ueda Kana
Satō Rina (佐藤 利奈, さとう りな)
Lồng tiếng bởi: Satō Rina
Matsukimi Yu (松来 未祐, まつき みゆ)
Pollini (ポリーニ)
Igarashi Yūsaku (五十嵐 雄策, いがらし ゆうさく)
Lồng tiếng bởi: Igarashi Yūsaku

#### Trò chơi điện tử
Otaru Rio (小樽 利緒, おたる りお)
Lồng tiếng bởi: Iguchi Yuka
Fukayama Ayane (深山 彩音, ふかやま あやね)
Lồng tiếng bởi: Kugimiya Rie
Hasebe Hayato (長谷部 隼人, はせべ はやと)
Lồng tiếng bởi: Chiba Susumu
Hasebe Shunji (長谷部 俊治, はせべ しゅんじ)
Lồng tiếng bởi: Chiba Susumu

## Truyền thông

### Light novel
Loạt light novel do Igarashi Yūsaku thực hiện và Shaa minh họa. Tiểu thuyết ban đầu được đăng thử trên tại chí Dengeki hp của MediaWorks từ ngày 18 tháng 6 năm 2004. Sau đó ASCII Media Works đã tiến hành tập hợp các chương lại và phát hành thành các bunkobon dưới nhãn Dengeki Bunko từ ngày 10 tháng 10 năm 2004 và tập cuối phát hành vào ngày 10 tháng 7 năm 2012 với 16 tập.

### Manga
Miyama Yasuhiro đã thực hiện chuyển thể manga của loạt tiểu thuyết và đăng trên tạp chí manga dành cho seinen là Dengeki Moeoh từ tháng 10 năm 2006 đến tháng 8 năm 2010 với 24 chương. ASCII Media Works cũng đã tập hợp các chương lại và phát hành thành 4 tankōbon với nhãn Dengeki Comics.

### Sách
ASCII Media Works đã phát hành một quyển sách hướng dẫn có tên Nogizaka Haruka Gazente (乃木坂春香ガ全テ) vào ngày 20 tháng 11 năm 2009. Sách có các thông tin chưa từng được giới thiệu của các nhân vật, một số mẫu truyện ngắn cùng các hình ảnh.

### Radio Internet
Chương trình phát thanh trên mạng có tựa Nogizaka Mika no Mai Fair Radio! (乃木坂美夏の麻衣ふぇあれいでぃお!) đã được thực hiện và phát từ ngày 11 tháng 4 năm 2008 đến ngày 27 tháng 2 năm 2009 trên trang mạng của bộ anime tổng cộng 48 chương trình với 44 chương trình bình thường và 4 chương trình đặc biệt. Sau đó là chương trình có tựa Nogizaka Mika no Mai Fair Radio! Nekusuto~tsu!! (乃木坂美夏の麻衣ふぇあれいでぃお! ねくすとっ!!) cũng đã được thực hiện và phát từ ngày 06 tháng 3 năm 2009 đến ngày 30 tháng 4 năm 2010 trên trang mạng của bộ anime tổng cộng 47 chương trình.
Hai chương trình này có mục đích giống nhau là hỗ trợ cho hai bộ anime tương ứng, trò chuyện với các nhân vật như khách mời của cả anime và trò chơi điện tử cùng một số chương trình drama...

### Anime
Studio Barcelona đã thực hiện hai chuyển thể anime của loạt tiểu thuyết và phát sóng phát sóng từ ngày 03 tháng 7 đến ngày 25 tháng 9 năm 2008 tại Nhật Bản với 12 tập trên kênh TV Kanagawa và Chiba TV, sau đó là các kênh TV Saitama, Yomiuri Telecasting Corporation, Chukyo TV và AT-X. Mighty Media đã đăng ký bản quyền phân phối tại Đài Loan.
Barcelona cũng thực hiện bộ anime thứ hai có tựa Nogizaka Haruka no Himitsu Purezza♪ (乃木坂春香の秘密 ぴゅあれっつぁ♪) và phát sóng từ ngày 06 tháng 10 đến ngày 22 tháng 12 năm 2009 với 12 tập trên kênh Tokyo MX và Yomiuri Telecasting Corporation, sau đó là AT-X và TV Kanagawa.
Ngoài ra hãng cũng thực hiện một bộ OVA có tựa Nogizaka Haruka no Himitsu Finale♪ (乃木坂春香の秘密 ふぃな～れ♪) gồm 4 tập phát hành trong 4 tháng, với 2 lần phát hành, mỗi lần phát hành hai tập từ ngày 20 tháng 8 đến ngày 25 tháng 11 năm 2012.

### Trò chơi điện tử
Vridge đã phát triển chuyển thể visual novel cho hệ PlayStation 2 có tựa Nogizaka Haruka no Himitsu: Hajimemashita (乃木坂春香の秘密 こすぷれ、はじめました♥) của tiểu thuyết và ASCII Media Works phát hành vào ngày 25 tháng 9 năm 2008. Trò chơi cho phép người chơi mặc các trang phục của các nhân vật trong các tác phẩm khác do ASCII Media Works phát hành như Shakugan no Shana, Ōkami to Kōshinryō, Toaru Majutsu no Index và CLANNAD.
Một trò chơi tập hợp nhiều tựa tác phẩm khác nhau có tựa Dengeki Gakuen RPG Cross of Venus (電撃学園RPG Cross of Venus) thuộc thể loại hành động nhập vai cho hệ Nintendo DS được thực hiện để phát hành trong buổi lễ kỷ niệm thứ 15 của Dengeki vào ngày 19 tháng 3 năm 2009. Các nhân vật nữ chính trong 8 tựa tác phẩm như Toaru Majutsu no Index, Shakugan no Shana... và tất nhiên trong đó có cả Nogizaka Haruka no Himitsu đều xuất hiện trong trò chơi cộng thêm hai nhân vật của chính trò chơi.
Vridge cũng đã phát triển một phiên bản nối tiếp nhưng cho hệ PlayStation Portable có tựa Nogizaka Haruka no Himitsu: Dōjinshi Hajimemashita (乃木坂春香の秘密 同人誌はじめました♥) phát hành vào ngày 26 tháng 2 năm 2010. ban đầu trò chơi chia thành 5 phần riêng biệt nhưng sau đó bản tổng hợp 5 phần này đã phát hành vào ngày 28 tháng 10 năm 2010.

### Drama CD
Geneon Universal Entertainment đã phát hành hai đĩa drama CD có tựa Nogizaka Haruka no Himitsu Drama CD (乃木坂春香の秘密ドラマCD) vào ngày 21 tháng 11 và 26 tháng 12 năm 2008. Hai đĩa mỗi đĩa chứa hai đoạn drama mới cùng một bài hát mới do các nhân vật trình bày.

### Âm nhạc
Bộ anime đầu có hai bài hát chủ đề, một mở đầu và một kết thúc. Bài hát mở đầu có tựa Tomadoi Bitter Tune được trình bày bởi Milan Himemiya và Chocolate Rockers, bài hát kết thúc có tựa Hitosashiyubi Quiet! do nhóm N's trình bày, hai đĩa đơn chứa hai bài hát đã phát hành vào ngày 23 tháng 7 năm 2008. Album chứa các bản nhạc dùng trong bộ anime đầu đã phát hành vào ngày 26 tháng 9 năm 2008. Bốn album chưa các bài hát do các nhân vật trình bày đã phát hành làm hai lần, mỗi lần hai album vào ngày 28 tháng 8 và ngày 26 tháng 9 năm 2008.
| Tomadoi Bitter Tune (とまどいビターチューン) | Tomadoi Bitter Tune (とまどいビターチューン)                                 | Tomadoi Bitter Tune (とまどいビターチューン) |
| STT                                          | Nhan đề                                                                      | Thời lượng                                   |
| -------------------------------------------- | ---------------------------------------------------------------------------- | -------------------------------------------- |
| 1.                                           | "Tomadoi Bitter Tune (とまどいビターチューン)"                               | 4:05                                         |
| 2.                                           | "Ai Mai Honey Beans (あいまいハニービーンズ)"                                | 4:04                                         |
| 3.                                           | "Tomadoi Bitter Tune -Instrumental- (とまどいビターチューン -Instrumental-)" | 4:04                                         |
| 4.                                           | "Ai Mai Honey Beans -Instrumental- (あいまいハニービーンズ -Instrumental-)"  | 4:01                                         |
| Tổng thời lượng:                             | Tổng thời lượng:                                                             | 16:14                                        |

| Hitosashiyubi Quiet! (ひとさしゆびクワイエット!) | Hitosashiyubi Quiet! (ひとさしゆびクワイエット!)                                | Hitosashiyubi Quiet! (ひとさしゆびクワイエット!) |
| STT                                              | Nhan đề                                                                         | Thời lượng                                       |
| ------------------------------------------------ | ------------------------------------------------------------------------------- | ------------------------------------------------ |
| 1.                                               | "Hitosashiyubi Quiet! (ひとさしゆびクワイエット!)"                              | 4:32                                             |
| 2.                                               | "Muteki no LOVE&PEACE! (無敵のLOVE&PEACE!)"                                     | 4:17                                             |
| 3.                                               | "Hitosashiyubi Quiet! -Instrumental- (ひとさしゆびクワイエット!-Instrumental-)" | 4:31                                             |
| 4.                                               | "Muteki no LOVE&PEACE! -Instrumental- (無敵のLOVE&PEACE!-Instrumental-)"        | 4:15                                             |
| Tổng thời lượng:                                 | Tổng thời lượng:                                                                | 17:35                                            |

| Nogizaka Haruka no Himitsu Original Soundtrack (乃木坂春香の秘密 オリジナルサウンドトラック) | Nogizaka Haruka no Himitsu Original Soundtrack (乃木坂春香の秘密 オリジナルサウンドトラック)               | Nogizaka Haruka no Himitsu Original Soundtrack (乃木坂春香の秘密 オリジナルサウンドトラック) |
| STT                                                                                          | Nhan đề | Thời lượng                                                                                   |
| -------------------------------------------------------------------------------------------- | --- | -------------------------------------------------------------------------------------------- |
| 1.                                                                                           | "Tomadoi Bitter Tune (TV Size) (とまどいビターチューン (TVサイズ))"                                        | 1:33                                                                                         |
| 2.                                                                                           | "Hakugin no Hoshikuzu (白銀の星屑)"                                                                        | 1:37                                                                                         |
| 3.                                                                                           | "Ohayou Gozaimasu, Yuuto-san! (おはようございます、裕人さん!)"                                             | 1:37                                                                                         |
| 4.                                                                                           | "Haruka no Osasoi (春香のお誘い)"                                                                          | 1:52                                                                                         |
| 5.                                                                                           | "Tanoshii Date (楽しいデート)"                                                                             | 1:46                                                                                         |
| 6.                                                                                           | "Let's Enjoy"                                                                                              | 1:39                                                                                         |
| 7.                                                                                           | "Sora wa Dame desu, Komari masu! (それはダメです、困ります!)"                                              | 1:39                                                                                         |
| 8.                                                                                           | "Yuuto no Nakama (裕人の仲間)"                                                                             | 1:32                                                                                         |
| 9.                                                                                           | "Ah, Yopparai... (あぁ、酔っ払い・・・)"                                                                   | 1:43                                                                                         |
| 10.                                                                                          | "Nogizaka Ka Maid Tai (乃木坂家メイド隊)"                                                                  | 1:10                                                                                         |
| 11.                                                                                          | "E~eh, Nande... (え～ぇ、なんで・・・)"                                                                    | 1:21                                                                                         |
| 12.                                                                                          | "Tsugi, Okonatte Miyo~! (次、行ってみよ～!)"                                                               | 1:13                                                                                         |
| 13.                                                                                          | "Haruka-sama (春香様)"                                                                                     | 1:50                                                                                         |
| 14.                                                                                          | "Hazuki-san no Himitsu (葉月さんの秘密)"                                                                   | 1:38                                                                                         |
| 15.                                                                                          | "Nigero! (逃げろ!)"                                                                                        | 1:28                                                                                         |
| 16.                                                                                          | "Tadaima Bikou Chuu (ただいま尾行中)"                                                                      | 1:34                                                                                         |
| 17.                                                                                          | "Fuan (不安)"                                                                                              | 1:37                                                                                         |
| 18.                                                                                          | "Hitori Bocchi wa... (ひとりぼっちは・・・)"                                                               | 2:15                                                                                         |
| 19.                                                                                          | "Yuuto no Yasahisa (裕人の優しさ)"                                                                         | 2:24                                                                                         |
| 20.                                                                                          | "Honobono (ほのぼの)"                                                                                      | 1:42                                                                                         |
| 21.                                                                                          | "Iiyo, Onii-san... (いいよ、お兄さん・・・)"                                                               | 1:15                                                                                         |
| 22.                                                                                          | "Koi, Uki Uki (恋、ウキウキ)"                                                                              | 1:51                                                                                         |
| 23.                                                                                          | "Tokimeki・Fortissimo (Dojikko Aki-chan no Theme) (ときめき・フォルテッシモ (ドジっ娘アキちゃんのテーマ))" | 3:23                                                                                         |
| 24.                                                                                          | "Nobunaga~! (信長～!)"                                                                                     | 1:41                                                                                         |
| 25.                                                                                          | "Mika no Theme (美夏のテーマ)"                                                                             | 1:39                                                                                         |
| 26.                                                                                          | "Shiina no Theme (椎菜のテーマ)"                                                                           | 1:37                                                                                         |
| 27.                                                                                          | "Ero~i! (エロ～ぃ!)"                                                                                       | 1:47                                                                                         |
| 28.                                                                                          | "Komaru na~ (困るな～)"                                                                                    | 1:43                                                                                         |
| 29.                                                                                          | "Kodoku (孤独)"                                                                                            | 1:40                                                                                         |
| 30.                                                                                          | "Mou Oshimai desu... (もうオシマイです・・・)"                                                             | 1:52                                                                                         |
| 31.                                                                                          | "Bukimi na Funiki (不気味な雰囲気)"                                                                        | 1:44                                                                                         |
| 32.                                                                                          | "Tomadoi (戸惑い)"                                                                                         | 1:44                                                                                         |
| 33.                                                                                          | "Pain" | 2:09                                                                                         |
| 34.                                                                                          | "Namida (涙)"                                                                                              | 2:25                                                                                         |
| 35.                                                                                          | "Arigatou (ありがとう)"                                                                                    | 2:15                                                                                         |
| 36.                                                                                          | "Futari Dake no Himitsu (二人だけの秘密)"                                                                  | 2:09                                                                                         |
| 37.                                                                                          | "Happy End"                                                                                                | 1:47                                                                                         |
| 38.                                                                                          | "Nogizaka Haruka no Himitsu (乃木坂春香の秘密)"                                                            | 2:44                                                                                         |
| 39.                                                                                          | "Hitosashiyubi Quiet! (TV Size) (ひとさしゆびクワイエット! (TVサイズ))"                                    | 1:31                                                                                         |
| Tổng thời lượng:                                                                             | Tổng thời lượng:                                                                                           | 1:10:06                                                                                      |

| Nogizaka Haruka No Himitsu Character Song 1 Nogizaka Haruka (乃木坂春香の秘密キャラクターソング1 乃木坂春香) | Nogizaka Haruka No Himitsu Character Song 1 Nogizaka Haruka (乃木坂春香の秘密キャラクターソング1 乃木坂春香) | Nogizaka Haruka No Himitsu Character Song 1 Nogizaka Haruka (乃木坂春香の秘密キャラクターソング1 乃木坂春香) |
| STT | Nhan đề | Thời lượng                                                                                                   |
| --- | --- | --- |
| 1. | "Le Secret -ル・スクレー"                                                                                    | 4:11 |
| 2. | "Hitosashiyubi Quiet! Feat.Nogizaka Haruka (ひとさしゆびクワイエット! feat.乃木坂春香)"                      | 5:10 |
| 3. | "Le Secret -ル・スクレー(instrumental)"                                                                      | 4:12 |
| 4. | "Haruka Kara Hitokoto! (春香からひとことっ!)"                                                                | 1:22 |
| Tổng thời lượng:                                                                                             | Tổng thời lượng:                                                                                             | 14:55 |

| Nogizaka Haruka No Himitsu Character Song 2 Nogizaka Mika (乃木坂春香の秘密キャラクターソング2 乃木坂美夏) | Nogizaka Haruka No Himitsu Character Song 2 Nogizaka Mika (乃木坂春香の秘密キャラクターソング2 乃木坂美夏) | Nogizaka Haruka No Himitsu Character Song 2 Nogizaka Mika (乃木坂春香の秘密キャラクターソング2 乃木坂美夏) |
| STT | Nhan đề | Thời lượng                                                                                                 |
| --- | --- | --- |
| 1. | "Imouto... desu kedo! (妹...ですけどっ！)"                                                                 | 4:05 |
| 2. | "Hitosashiyubi Quiet! feat. Nogizaka Mika (ひとさしゆびクウィエット！ feat.乃木坂美夏)"                    | 4:44 |
| 3. | "Imouto... desu kedo! (instrumental) (妹...ですけどっ!(instrumental))"                                     | 4:06 |
| 4. | "Nogizaka Mika Kara Hitokoto! (美夏からひとことっ!)"                                                       | 1:22 |
| Tổng thời lượng:                                                                                           | Tổng thời lượng:                                                                                           | 14:17 |

| Nogizaka Haruka No Himitsu Character Song 3 Amamiya Shiina (乃木坂春香の秘密キャラクターソング3 天宮椎菜) | Nogizaka Haruka No Himitsu Character Song 3 Amamiya Shiina (乃木坂春香の秘密キャラクターソング3 天宮椎菜) | Nogizaka Haruka No Himitsu Character Song 3 Amamiya Shiina (乃木坂春香の秘密キャラクターソング3 天宮椎菜) |
| STT | Nhan đề                                                                                                   | Thời lượng                                                                                                |
| --- | --- | --- |
| 1. | "Senaka ni Nageta Love Letter (背中に投げたラブレタァ)"                                                   | 4:28 |
| 2. | "Hitosashiyubi Quiet! feat. Amamiya Shiina (ひとさしゆびクワイエット!feat.天宮椎菜)"                      | 4:17 |
| 3. | "Senaka ni Nageta Love Letter (instrumental) (背中に投げたラブレタァ (instrumental))"                     | 4:28 |
| 4. | "Amamiya Shiina Kara Hitokoto! (椎菜からひとことっ!)"                                                     | 1:48 |
| Tổng thời lượng:                                                                                          | Tổng thời lượng:                                                                                          | 15:01 |

| Nogizaka Haruka No Himitsu Character Song 4 Sakurazaka Hazuki & Nanashiro Nanam (乃木坂春香の秘密キャラクターソング4 桜坂葉月&七城那波) | Nogizaka Haruka No Himitsu Character Song 4 Sakurazaka Hazuki & Nanashiro Nanam (乃木坂春香の秘密キャラクターソング4 桜坂葉月&七城那波) | Nogizaka Haruka No Himitsu Character Song 4 Sakurazaka Hazuki & Nanashiro Nanam (乃木坂春香の秘密キャラクターソング4 桜坂葉月&七城那波) |
| STT | Nhan đề | Thời lượng |
| --- | --- | --- |
| 1. | "Gohoushi Inspire (ご奉仕いんすぱいぁ)"                                                                                                 | 4:08 |
| 2. | "Hitosashiyubu Quiet! feat. Sakurazaka Hazuki & Nanashiro Nanami (ひとさしゆびクワイエット!feat.桜坂葉月&七城那波)"                     | 4:29 |
| 3. | "Gohoushi Inspire (instrumental) (ご奉仕いんすぱいぁ (instrumental))"                                                                   | 4:07 |
| 4. | "Hazuki & Nanami Kara Hikoto! (葉月&那波からひとことっ!)"                                                                               | 2:05 |
| Tổng thời lượng: | Tổng thời lượng: | 14:49 |

Bộ anime thứ hai cũng có hai bài hát chủ đề, một mở đầu và một kết thúc. Bài hát mở đầu có tựa Chōhatsu Cherry Heart (挑発 Cherry Heart) do Milan Himemiya và Chocolate Rockers trình bày, bài hát kết thúc có tựa Himitsu Suishō! Uruto Love (秘密推奨！うるとLOVE) do nhóm N's trình bày, hai đĩa đơn chứa hai bài hát đã phát hành vào ngày 23 tháng 10 năm 2009. Ba album chứa các bài hát do các nhân vật trình bày đã phát hành vào ngày 26 tháng 11, ngày 23 tháng 12 năm 2009 và ngày 26 tháng 2 năm 2010. Ngoài ra các bài hát trong bộ anime do nhóm N's trình bày cũng được phát hành chung với hai album nhỏ chứa một số bài hát của nhóm.
| Chouhatsu Cherry Heart (挑発Cherry Heart) | Chouhatsu Cherry Heart (挑発Cherry Heart) | Chouhatsu Cherry Heart (挑発Cherry Heart) |
| STT                                       | Nhan đề | Thời lượng                                |
| ----------------------------------------- | --- | ----------------------------------------- |
| 1.                                        | "Chouhatsu Cherry Heart (挑発Cherry Heart)" | 4:04                                      |
| 2.                                        | "Kaze ni Nare! Lacrosse Heart! -Nocturne Jogakuin Lacrosse-bu- (風になれ! Lacrosse Heart! -ノクターン女学院ラクロス部ー)"                               | 4:40                                      |
| 3.                                        | "Chouhatsu Cherry Heart -instrumental- (挑発Cherry Heart -instrumental-)"                                                                               | 4:03                                      |
| 4.                                        | "Kaze ni Nare! Lacrosse Heart! -Nocturne Jogakuin Lacrosse-bu- -instrumental- (風になれ! Lacrosse Heart! -ノクターン女学院ラクロス部ー -instrumental-)" | 4:39                                      |
| Tổng thời lượng:                          | Tổng thời lượng: | 17:26                                     |

| Himitsu Suishou! Ultra Love (秘密推奨!うるとLOVE) | Himitsu Suishou! Ultra Love (秘密推奨!うるとLOVE)                                 | Himitsu Suishou! Ultra Love (秘密推奨!うるとLOVE) |
| STT                                               | Nhan đề                                                                           | Thời lượng                                        |
| ------------------------------------------------- | --------------------------------------------------------------------------------- | ------------------------------------------------- |
| 1.                                                | "Himitsu Suishou! Ultra Love (秘密推奨!うるとLOVE)"                               | 4:32                                              |
| 2.                                                | "Miracle Trial! (ミラクルTRIAL!)"                                                 | 3:55                                              |
| 3.                                                | "Himitsu Suishou! Ultra Love -instrumental- (秘密推奨!うるとLOVE -instrumental-)" | 4:31                                              |
| 4.                                                | "Miracle Trial! -instrumental- (ミラクルTRIAL! -instrumental-)"                   | 3:54                                              |
| Tổng thời lượng:                                  | Tổng thời lượng:                                                                  | 16:52                                             |

| "Nogizaka Haruka No Himitsu Purezza♪" A La Carte!1 (「乃木坂春香の秘密ぴゅあれっつぁ♪」あらかると1) | "Nogizaka Haruka No Himitsu Purezza♪" A La Carte!1 (「乃木坂春香の秘密ぴゅあれっつぁ♪」あらかると1) | "Nogizaka Haruka No Himitsu Purezza♪" A La Carte!1 (「乃木坂春香の秘密ぴゅあれっつぁ♪」あらかると1) |
| STT                                                                                                 | Nhan đề                                                                                             | Thời lượng                                                                                          |
| --------------------------------------------------------------------------------------------------- | --------------------------------------------------------------------------------------------------- | --------------------------------------------------------------------------------------------------- |
| 1.                                                                                                  | "Moratte Kudasai......☆ (もらってください......☆)"                                                  | 14:28                                                                                               |
| 2.                                                                                                  | "Jingle Bell (ジングルベル)"                                                                        | 3:04                                                                                                |
| 3.                                                                                                  | "Himitsu Dayo♪ (秘密だよ♪)"                                                                         | 14:21                                                                                               |
| 4.                                                                                                  | "Christmas Wo Yamenaide! (クリスマスをやめないで!)"                                                 | 4:16                                                                                                |
| 5.                                                                                                  | "Purezza No Nichijou (ぴゅあれっつぁ♪の日常)"                                                       | 1:54                                                                                                |
| 6.                                                                                                  | "Xmas Dayo, Oniisan! (Xmasだよ、おにいさん!)"                                                       | 1:44                                                                                                |
| 7.                                                                                                  | "Nocturne Jogakuin Lacrosse Bu (ノクターン女学院ラクロス部)"                                        | 1:36                                                                                                |
| 8.                                                                                                  | "Watashi, Hajimete Nanode,,, (私、初めてなので、、、)"                                              | 1:46                                                                                                |
| 9.                                                                                                  | "Aikawarazu Na San Baka (あいかわらずな三バカ)"                                                     | 1:10                                                                                                |
| 10.                                                                                                 | "Comical Purezza♪ (コミカルぴゅあれっつぁ♪)"                                                        | 1:12                                                                                                |
| 11.                                                                                                 | "Alice Hatsudou (アリス発動)"                                                                       | 0:34                                                                                                |
| 12.                                                                                                 | "Yahho, Oniisan! (やっほー、おにいさん!)"                                                           | 1:09                                                                                                |
| 13.                                                                                                 | "Doki Doki Suru Kokoro (ドキドキする心)"                                                            | 1:44                                                                                                |
| 14.                                                                                                 | "Hanashi Aite (話し相手)"                                                                           | 1:42                                                                                                |
| 15.                                                                                                 | "Watashi, no Christmas Desu... (私、のクリスマスです...)"                                           | 3:25                                                                                                |
| Tổng thời lượng:                                                                                    | Tổng thời lượng:                                                                                    | 54:05                                                                                               |

| "Nogizaka Haruka No Himitsu Purezza♪" A La Carte!2 (「乃木坂春香の秘密ぴゅあれっつぁ♪」あらかると 2) | "Nogizaka Haruka No Himitsu Purezza♪" A La Carte!2 (「乃木坂春香の秘密ぴゅあれっつぁ♪」あらかると 2) | "Nogizaka Haruka No Himitsu Purezza♪" A La Carte!2 (「乃木坂春香の秘密ぴゅあれっつぁ♪」あらかると 2) |
| STT                                                                                                  | Nhan đề                                                                                              | Thời lượng                                                                                           |
| --- | --- | --- |
| 1.                                                                                                   | "Tomenasai! (泊めなさい!)"                                                                           | 16:23                                                                                                |
| 2.                                                                                                   | "Gokigen Zettaireido (御機嫌絶対零度)"                                                               | 4:14                                                                                                 |
| 3.                                                                                                   | "Goshujinsama♪ (ご主人様っ♪)"                                                                        | 13:50                                                                                                |
| 4.                                                                                                   | "Shitai! Naritai! Nogizaka Maid Tai (したい!なりたい!乃木坂メイド隊)"                                | 4:01                                                                                                 |
| 5.                                                                                                   | "Tennouji Touka No Theme (天王寺冬華のテーマ)"                                                       | 1:53                                                                                                 |
| 6.                                                                                                   | "Odayaka Na Purezza♪ (穏やかなぴゅあれっつぁ♪)"                                                      | 1:39                                                                                                 |
| 7.                                                                                                   | "Touka Ojousama Senzoku Shitsuji (冬華お嬢様専属執事)"                                               | 1:44                                                                                                 |
| 8.                                                                                                   | "Go! Rodrigues (ゴー!ロドリゲス)"                                                                    | 1:29                                                                                                 |
| 9.                                                                                                   | "Touka No Himitsu (冬華の秘密)"                                                                      | 1:31                                                                                                 |
| 10.                                                                                                  | "Ato Mousukoshi De... (あともう少しで...)"                                                           | 1:39                                                                                                 |
| 11.                                                                                                  | "Miran Toujou! (みらん登場!)"                                                                        | 1:55                                                                                                 |
| 12.                                                                                                  | "Yukinohara Maria No Theme (雪野原鞠愛のテーマ)"                                                     | 1:36                                                                                                 |
| 13.                                                                                                  | "Kakegae No Nai Hitotachi (かけがえの無い人たち)"                                                    | 2:04                                                                                                 |
| 14.                                                                                                  | "Fukuramu Omoi (膨らむ想い)"                                                                         | 1:39                                                                                                 |
| 15.                                                                                                  | "Nogizaka Ke Maid Tai, Sanjou!! (乃木坂家メイド隊、参上!!)"                                          | 1:05                                                                                                 |
| Tổng thời lượng:                                                                                     | Tổng thời lượng:                                                                                     | 56:42                                                                                                |

| "Nogizaka Haruka No Himitsu Purezza♪" A La Carte!3 「乃木坂春香の秘密ぴゅあれっつぁ♪」あらかると 3 | "Nogizaka Haruka No Himitsu Purezza♪" A La Carte!3 「乃木坂春香の秘密ぴゅあれっつぁ♪」あらかると 3 | "Nogizaka Haruka No Himitsu Purezza♪" A La Carte!3 「乃木坂春香の秘密ぴゅあれっつぁ♪」あらかると 3 |
| STT                                                                                                | Nhan đề                                                                                            | Thời lượng                                                                                         |
| -------------------------------------------------------------------------------------------------- | -------------------------------------------------------------------------------------------------- | -------------------------------------------------------------------------------------------------- |
| 1.                                                                                                 | "Toiki Ha How... (吐息はhow...)"                                                                   | 5:22                                                                                               |
| 2.                                                                                                 | "Koisuru Lacrosse Bu (恋するラクロス部)"                                                           | 16:37                                                                                              |
| 3.                                                                                                 | "Mikkamika Ni Shiteageru (みっかみかにしてあげる□)"                                                | 3:58                                                                                               |
| 4.                                                                                                 | "Toaru Shiina No True Love♪ (とある椎菜の真実愛♪)"                                                 | 10:38                                                                                              |
| 5.                                                                                                 | "Gomenne Love (ごめんねLOVE)"                                                                      | 4:23                                                                                               |
| 6.                                                                                                 | "Futari no Jikan (二人の時間)"                                                                     | 1:39                                                                                               |
| 7.                                                                                                 | "Yumemiru Shiina (夢見る椎菜)"                                                                     | 1:54                                                                                               |
| 8.                                                                                                 | "Saishuu Shudan Dayo...... (最終手段だよ......)"                                                   | 1:26                                                                                               |
| 9.                                                                                                 | "Haicchatta Kamo... (入っちゃったかも...)"                                                         | 1:59                                                                                               |
| 10.                                                                                                | "Tadaima Shinken Shoubu Massaichuu (ただいま真剣勝負真っ最中)"                                     | 1:36                                                                                               |
| 11.                                                                                                | "Kokukoku (コクコク)"                                                                              | 1:34                                                                                               |
| 12.                                                                                                | "Sasuga Ha Cosmo...... (さすがはコスモ......)"                                                     | 1:42                                                                                               |
| 13.                                                                                                | "Milan No Omoi (みらんの思い)"                                                                     | 1:47                                                                                               |
| 14.                                                                                                | "Arigatou Yuuto (ありがとう裕人)"                                                                  | 2:12                                                                                               |
| 15.                                                                                                | "Dear My Sweet Heart"                                                                              | 3:28                                                                                               |
| Tổng thời lượng:                                                                                   | Tổng thời lượng:                                                                                   | 1:00:15                                                                                            |

| Sweets           | Sweets                                                                                            | Sweets     |
| STT              | Nhan đề                                                                                           | Thời lượng |
| ---------------- | ------------------------------------------------------------------------------------------------- | ---------- |
| 1.               | "Chouhatsu Cherry Heart (挑発Cherry Heart)"                                                       | 4:04       |
| 2.               | "Aimai Honey Beans (あいまいハニービーンズ)"                                                      | 4:02       |
| 3.               | "Yuuwaku Violette (誘惑ヴァイオレット)"                                                           | 3:16       |
| 4.               | "Tomadoi Bittertune (とまどいビターチューン)"                                                     | 4:04       |
| 5.               | "I sing..."                                                                                       | 4:25       |
| 6.               | "Kaze ni Nare Lacrosse Heart! ~featuring Haruna~ (風になれ Lacrosse Heart! ～featuring Haruna～)" | 4:40       |
| Tổng thời lượng: | Tổng thời lượng:                                                                                  | 24:31      |

| Happy?           | Happy?                                                            | Happy?     |
| STT              | Nhan đề                                                           | Thời lượng |
| ---------------- | ----------------------------------------------------------------- | ---------- |
| 1.               | "Christmas Wo Yamenaide! (クリスマスをやめないで!)"               | 4:16       |
| 2.               | "Miracle Trial! (ミラクルTRIAL!)"                                 | 3:54       |
| 3.               | "Su, Ki, Da, Ka, Ra, Da, Ka, Ra (ス、キ、ダ、カ、ラ、ダ、カ、ラ)" | 3:38       |
| 4.               | "Kirai...10% (キライ...10%)"                                      | 4:59       |
| 5.               | "Love Wing"                                                       | 4:35       |
| 6.               | "Himitsu Suishou! Ultra Love (秘密推奨!うるとLOVE)"               | 4:31       |
| Tổng thời lượng: | Tổng thời lượng:                                                  | 25:53      |

Bộ OVA có hai bài hát chủ đề, một mở đầu và một kết thúc. Bài hát mở đầu có tên Happy End wa Himitsu (Himitsu Chu) (ハッピィエンドは秘密（ひみちゅ）), bài hát kết thúc có tên Bye Bye☆Daisakusen (バイバイ☆大作戦) cả hai đều do nhóm N's trình bày. Hai bài hát đã phát hành cùng một số đoạn drama trong đĩa đính kèm phiên bản giới hạn của hộp BD/DVD đầu của bộ OVA vào ngày 29 tháng 8 năm 2012. 
| Nogizaka Haruka no Himitsu Finale♪ 1 (乃木坂春香の秘密 ふぃな〜れ♪ 1) | Nogizaka Haruka no Himitsu Finale♪ 1 (乃木坂春香の秘密 ふぃな〜れ♪ 1)   | Nogizaka Haruka no Himitsu Finale♪ 1 (乃木坂春香の秘密 ふぃな〜れ♪ 1) |
| STT                                                                   | Nhan đề                                                                 | Thời lượng                                                            |
| --------------------------------------------------------------------- | ----------------------------------------------------------------------- | --------------------------------------------------------------------- |
| 1.                                                                    | "Happy End wa Himitsu (Himitsu Chu) (ハッピィエンドは秘密（ひみちゅ）)" | 4:19                                                                  |
| 2.                                                                    | "Kyoto Desu～☆ 1 (京都です～☆ 1)"                                       | 20:55                                                                 |
| 3.                                                                    | "Kyoto Desu～☆ 2 (京都です～☆ 2)"                                       | 29:25                                                                 |
| 4.                                                                    | "Bye Bye☆Daisakusen (バイバイ☆大作戦)"                                  | 4:41                                                                  |
| Tổng thời lượng:                                                      | Tổng thời lượng:                                                        | 59:22                                                                 |

## Đón nhận
Mainichi Shimbun đã thông báo là tính đến tháng 1 năm 2008 thì 700.000 bản của bảy tập tiểu thuyết đầu đã được tiêu thụ.